# Campionati mondiali completi di pattinaggio di velocità 2024
I Campionati mondiali completi di pattinaggio di velocità 2024 sono stati la 115ª edizione della manifestazione. Si sono svolti alla Max Aicher Arena di Inzell, in Germania, il 9 e 10 marzo 2024.

## Medagliere
| Pos.   | Nazione     | Oro | Argento | Bronzo | Totale |
| ------ | ----------- | --- | ------- | ------ | ------ |
| 1      | Paesi Bassi | 1   | 2       | 1      | 4      |
| 2      | Canada      | 1   | 0       | 0      | 1      |
| 3      | Norvegia    | 0   | 0       | 1      | 1      |
| Totale | Totale      | 2   | 2       | 2      | 6      |

## Podi
| Eventi             | Oro          | Prestazione | Argento            | Prestazione | Bronzo                    | Prestazione |
| Maschile dettagli  | Jordan Stolz | 144.740     | Patrick Roest      | 145.762     | Hallgeir Engebråten       | 147.258     |
| Femminile dettagli | Joy Beune    | 157.268     | Marijke Groenewoud | 157.720     | Antoinette Rijpma-de Jong | 158.219     |